# Збірна Аргентини з баскетболу
Збірна Аргентини з баскетболу (ісп. selección de básquetbo) — національна баскетбольна команда Аргентини, якою керує Федерація баскетболу Аргентини. Члени ФІБА з 1932 року.
Переможці чемпіонату світу з баскетболу 1950, чемпіон Олімпійських ігор 2004.

## Історія
Баскетбол в Аргентині започаткувала Християнська асоціація молодих чоловіків у 1912 році. Змагання проводили не тільки в Буенос-Айресі, а і в кількох містах  Аргентини.
Свою першу міжнародну гру Аргентина зіграла проти Уругваю в 1921 році.
У 1950 році Аргентина виграла свій перший і єдиний на сьогодні чемпіонат світу, збірна була сформована виключно з гравців-аматорів, після перемоги над Францією (двічі), Бразилією, Чилі, Єгиптом і Сполученими Штатами у вирішальному матчі.
У середині 1980-х років була створена Національна ліга з баскетболу і нове нове покоління гравців привело Аргентину до успіху на чемпіонаті світу 1986 року, де команда вперше перемогла Сполучені Штати.
2001 рік став роком, коли Золоте покоління Аргентини виграло золото чемпіонату Америки, де вони перемогли всіх своїх суперників. На чемпіонаті світу 2002 року аргентинська збірна стала першою, яка здолала команду Сполучених Штатів, що складалася виключно з гравців НБА, а також дійшла до фіналу, зрештою програвши збірній Югославії.
У 2004 році аргентинці на Олімпійському турнірі в Афінах вдруге переграли СШа цього разу у півфіналі з рахунком 89–81, а у фіналі обіграли італійців 84–69. Олімпійський титул 2004 року став найвищою нагородою та найважливішим досягненням в історії аргентинського баскетболу.
У 2008 році Аргентина виграла ФІБА Даймонд Болл та бронзові медалі на Олімпійському турнірі і вперше в історії посіли перше місце в рейтингу ФІБА.

## Досягнення
FIBA Чемпіонат світу:
- Золоті медалі (1): 1950
- Срібні медалі (2):  2002, 2019

Літні Олімпійські ігри:
- Золоті медалі (1): 2004
- Бронзові медалі (1): 2008

Чемпіонат Америки з баскетболу:
- Золоті медалі (3): 2001, 2011, 2022
- Срібні медалі (6): 1995, 2003, 2005, 2007, 2015, 2017
- Бронзові медалі (5): 1980, 1993, 1999, 2009, 2013

Чемпіонат Південної Америки:
- Золоті медалі (13): 1934, 1935, 1941, 1942, 1943, 1966, 1976, 1979, 1987, 2001, 2004, 2008, 2012
- Срібні медалі (12): 1930, 1938, 1940, 1973, 1983, 1989, 1993, 1995, 1999, 2003, 2010, 2014
- Бронзові медалі (13): 1932, 1939, 1945, 1960, 1961, 1969, 1971, 1977, 1981, 1985, 1991, 1997, 2006